# Mirko D. Grmek
Mirko Dražen Grmek (* 9. Januar 1924 in Krapina, Königreich der Serben, Kroaten und Slowenen; † 6. März 2000 in Paris) war ein kroatisch-französischer Medizinhistoriker und Schriftsteller.
Grmek gilt als einer der Pioniere und Begründer der Medizingeschichte. Sein ganzes Werk ist auf die historische Erforschung medizinischen Wissens und ärztlicher Praxis mit aktuellen wissenschaftlichen Methoden ausgerichtet, insbesondere auf die Ideengeschichte. Er führte den Begriff der Pathozönose ein, der die Gesamtheit der Krankheiten bezeichnet, die zu einer bestimmten Zeit an einem bestimmten Ort und in einer bestimmten Gesellschaft auftreten. Eine enge Mitarbeiterin war Danielle Gourevitch.
1991 wurde Grmek mit der George-Sarton-Medaille ausgezeichnet. 1994 wählte man ihn in die American Academy of Arts and Sciences.

## Schriften
- Uvod u medicinu. (Eine Einführung in die Medizin), 1961, 1996.
- Léonard de Vinci, dessins scientifiques et techniques. (Leonardo da Vinci, Wissenschaftliche und technische Zeichnungen), 1962.
- mit Pierre Huard: Mille ans de chirurgie en occident: Ve–XVe siècles. [„Tausend Jahre westlicher Chirurgie“] Paris 1966.
- U borbi za narodno zdravlje, 1966.
- Catalogue des manuscrits de Claude Bernard. (Katalog der Manuskripte von Claude Bernard), 1968.
- Raisonnement expérimental et recherches toxicologiques chez Claude Bernard. (Experimente und toxikologische Forschung von Claude Bernard), 1973.
- als Hrsg. mit R. S. Cohen und G. Cimino: On scientific Discovery. The Erice Lectures 1977. Dordrecht/Boston/London 1981.
- Les Maladies à l’aube de la civilisation occidentale. (Krankheiten zu Beginn der westlichen Zivilisation), 1983.
- Histoire du sida. (Geschichte des AIDS), 1989.
- La Première révolution biologique. (Die erste biologische Revolution), 1990.
- Le Nettoyage ethnique. (ethnische Säuberungen), Ko-Autor, 1993.
- Mistika riječi. (Mystik der Worte), 2000. (Gedichtsammlung)
- Histoire de la pensée médicale en Occident. (Geschichte des medizinischen Denkens im Okzident), 3 Bände, 1995–1999.
  - Die Geschichte des medizinischen Denkens: In Antike und Mittelalter. Beck, München 1996.
- Le Legs de Claude Bernard. (Das Vermächtnis des Claude Bernard), 1997.
- Les Révoltés de Villefranche. (Die Aufständischen von Villefranche-de-Rouergue), Ko-Autor, 1998.
- (als Ko-Autor): Les Maladies dans l’art antique. (Krankheiten in der antiken Kunst), 1998.
- La Vie, les maladies et l’histoire. (Leben, Krankheiten und Geschichte), 2000.
- La Guerre comme maladie sociale. (Krieg als Krankheit der Gesellschaft), 2000.
- Le chaudron de Médée. (Der Kessel der Medea), 2004.